# 51 Pegasi
51 Pegasi (viết tắt 51 Peg), còn có tên Helvetios, là một ngôi sao tương tự Mặt Trời định vị ở 50,9 năm ánh sáng (15,6 parsec) từ Trái Đất trong chòm sao Phi Mã. Đây là ngôi sao đầu tiên thuộc dải chính được tìm thấy có một ngoại hành tinh (định danh 51 Pegasi b, tên không chính thức Bellerophon, sau này là Dimidium) quay xung quanh nó.

## Hành tinh

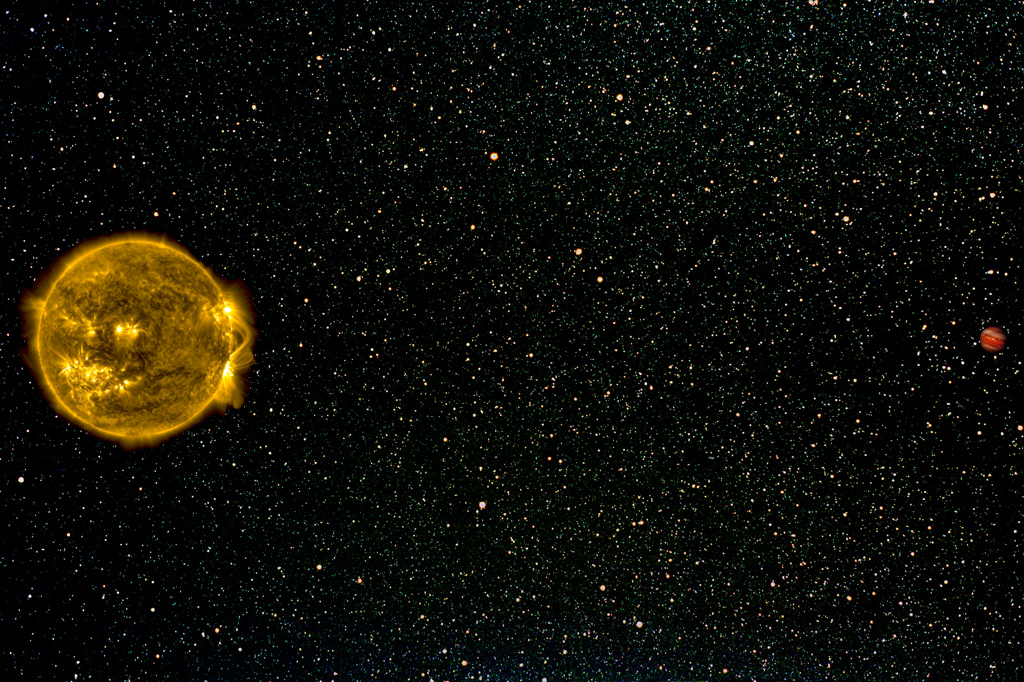
The 51 Pegasi planetary system (shown to scale)

| Thiên thể đồng hành (thứ tự từ ngôi sao ra) | Khối lượng         | Bán trục lớn (AU) | Chu kỳ quỹ đạo (ngày) | Độ lệch tâm   | Độ nghiêng | Bán kính |
| ------------------------------------------- | ------------------ | ----------------- | --------------------- | ------------- | ---------- | -------- |
| b (Dimidium)                                | ≥ 0,472 ± 0,039 MJ | 0,0527 ± 0,0030   | 4,230785 ± 0,000036   | 0,013 ± 0,012 | —          | —        |